# お昼のマイテレビ
『お昼のマイテレビ』（おひるのマイテレビ）は、1989年10月2日から1990年3月30日までテレビ朝日系列局で生放送されたワイドショー。放送時間は毎週月曜 - 金曜 12:00 - 12:55 (JST) 。

## 出演者
- 宮尾すすむ[1] - 「象印クイズ ヒントでピント」（1989年12月24日まで）以外のレギュラー番組を全て降板し、この番組1本に絞った。
- 萩尾みどり[1]
- ラッシャー板前[1]
- 篠田潤子[1]（テレビ朝日アナウンサー(当時)）

## 概要
「なうNOWスタジオ」と同様、芸能情報・生活関連情報を主体にした内容であった。また、『アフタヌーンショー』から『欽ちゃんのどこまで笑うの!?』までは正月三が日の放送を実施していたが、本番組から平日正午枠における正月三が日の放送は未実施となった。

## ネット局
遅れネット局は14:00〜14:55または15:00〜15:55に放映していた。
系列は放送当時のもの。
| 放送対象地域  | 放送局             | 系列                                         | ネット形態 | 備考               |
| ------------- | ------------------ | -------------------------------------------- | ---------- | ------------------ |
| 関東広域圏    | テレビ朝日         | テレビ朝日系列                               | 制作局     |                    |
| 北海道        | 北海道テレビ       | テレビ朝日系列                               | 同時ネット |                    |
| 青森県        | 青森放送           | 日本テレビ系列 テレビ朝日系列                | 遅れネット |                    |
| 宮城県        | 東日本放送         | テレビ朝日系列                               | 同時ネット |                    |
| 秋田県        | 秋田放送           | 日本テレビ系列                               | 遅れネット |                    |
| 山形県        | 山形放送           | 日本テレビ系列 テレビ朝日系列                | 遅れネット |                    |
| 福島県        | 福島放送           | テレビ朝日系列                               | 同時ネット |                    |
| 新潟県        | 新潟テレビ21       | テレビ朝日系列                               | 同時ネット |                    |
| 長野県        | テレビ信州         | 日本テレビ系列 テレビ朝日系列                | 同時ネット |                    |
| 静岡県        | 静岡けんみんテレビ | テレビ朝日系列                               | 同時ネット | 現：静岡朝日テレビ |
| 富山県        | 北日本放送         | 日本テレビ系列                               | 遅れネット |                    |
| 石川県        | 北陸放送           | TBS系列                                      | 遅れネット |                    |
| 福井県        | 福井放送           | 日本テレビ系列 テレビ朝日系列                | 遅れネット |                    |
| 中京広域圏    | 名古屋テレビ       | テレビ朝日系列                               | 同時ネット |                    |
| 近畿広域圏    | 朝日放送           | テレビ朝日系列                               | 同時ネット | 現：朝日放送テレビ |
| 島根県 鳥取県 | 山陰放送           | TBS系列                                      | 遅れネット |                    |
| 広島県        | 広島ホームテレビ   | テレビ朝日系列                               | 同時ネット |                    |
| 山口県        | 山口放送           | 日本テレビ系列 テレビ朝日系列                | 遅れネット |                    |
| 香川県 岡山県 | 瀬戸内海放送       | テレビ朝日系列                               | 同時ネット |                    |
| 愛媛県        | 南海放送           | 日本テレビ系列                               | 遅れネット |                    |
| 高知県        | 高知放送           | 日本テレビ系列                               | 遅れネット |                    |
| 福岡県        | 九州朝日放送       | テレビ朝日系列                               | 同時ネット |                    |
| 長崎県        | 長崎放送           | TBS系列                                      | 遅れネット | [ 2 ]              |
| 熊本県        | 熊本朝日放送       | テレビ朝日系列                               | 同時ネット |                    |
| 大分県        | テレビ大分         | 日本テレビ系列 フジテレビ系列 テレビ朝日系列 | 同時ネット |                    |
| 宮崎県        | 宮崎放送           | TBS系列                                      | 遅れネット |                    |
| 鹿児島県      | 鹿児島放送         | テレビ朝日系列                               | 同時ネット |                    |
| 沖縄県        | 琉球放送           | TBS系列                                      | 遅れネット |                    |

番組内では、中盤にロールテロップでネット局を紹介していた。

## 番組テーマ曲
- 「ASTRAL WONDERLAND」（堀井勝美プロジェクト、1989年のアルバム『FRONT AND REAR』に収録。1990年代前半頃まで北陸放送のテストパターンミュージックで土曜朝に流れていた）